# 張連文
張連文（1945年2月—2019年1月4日），出生于吉林省長春市，中國大陸電影演員，北京电影制片厂一级演员，代表作品有《艷陽天》、《創業》、《沸騰的群山》、《婚禮》等。

## 生平
1960年進入北京艺术学院话剧表演系预科班學習。兩年後肄業。之後他來到山西榆次，在晉中文工團當了一名演員。
張連文扮演的第一個角色是話劇“千萬不要忘記”里七十歲的丁爺爺，開始了他的藝術生涯。
1973年北影廠導演林農為拍《艷陽天》請他扮演蕭長春，這是他第一次拍電影。。
他在影片《創業》中飾演石油工人代表周挺杉。
之後，他又在《沸騰的群山》中飾演焦昆，《巨瀾》中飾鐘遠、《婚禮》中飾岳志鵬，《許茂和他的女兒們》里飾鄭百如等。

## 主要作品
1. 挺立潮頭 (1997)
2. 泰山恩仇 (1991) .... 鐵手張
3. 普通人家 (1984) .... 楊大千
4. 海囚 (1981) .... 張天乙
5. 許茂和他的女兒們 (1981)
6. 敌营十八年 (1980) .... 江波
7. 婚禮 (1979)
8. 巨瀾 (1978) .... 鐘遠
9. 沸騰的群山 (1976) .... 焦昆
10. 創業 (1974) .... 周挺杉
11. 艷陽天 (1973) .... 肖長春